# West Midland Safari & Leisure Park
Koordinaten: 52° 22′ 40,5″ N, 2° 17′ 11,8″ W
Der West Midland Safari & Leisure Park ist die Kombination eines Safari- und eines Vergnügungsparks. Die Anlagen befinden sich in der englischen Stadt Bewdley in Worcestershire. Die Großstadt Birmingham liegt in einer Entfernung von rund 30 Kilometern im Nordosten. Der Park ist bei der European Association of Zoos and Aquaria (EAZA) sowie der British and Irish Association of Zoos and Aquariums (BIAZA) akkreditiert. Er wird  jährlich von rund 750.000 Gästen besucht.

## Geschichte
Der Safari Park wurde am 17. April 1973 eröffnet. Bereits etwas mehr als einen Monat später besuchte die Schauspielerin Sophia Loren zusammen mit ihrem Ehemann Carlo Ponti und dem gemeinsamen vierjährigen Sohn Carlo Ponti junior die Anlage. Werbewirksam wurde Sophia Loren mit einem nach ihr benannten Löwenjungen präsentiert und auf einer speziellen Minibus-Tour durch das Gelände gefahren. Der Park besaß zu dieser Zeit 447 Tiere. Seitdem hat sich viel verändert, beispielsweise die Eröffnung einer Reihe von Luxusunterkünften, in denen die Gäste in unmittelbarer Nähe der Tiere übernachten können. Für Schlagzeilen sorgte ein Affe, der 1990 aus seinem Gehege entkam und sich 17 Tage in Freiheit befand, bevor er wieder eingefangen wurde. Als Zeichen, dass sich die Tiere wohlfühlen, werden von Zeit zu Zeit die Geburten gefährdeter Arten gemeldet, beispielsweise wurde 2020 ein Panzernashorn geboren. Zur Feier des 50-jährigen Jubiläum des Parks 2023 erklärten viele Angestellte, dass sie schon seit Jahrzehnten mit anhaltender Begeisterung im Park arbeiten.

## Anlagenkonzept und Tierbestand

### Safaripark
Auf dem ca. 81 Hektar großen Safari-Gelände leben über 600 Tiere aller Kontinente. Einen Schwerpunkt bildet die Haltung von Großkatzen. Der Park bietet große Busch- und Grasflächen mit viel Platz für Tiere, die sich so bewegen können, wie sie sich in freier Wildbahn verhalten würden. Das Gelände ist in mehrere voneinander abgetrennte Bereiche unterteilt. Teilbereiche des Geländes können mit privaten Personenkraftwagen durchfahren werden. Ein Verlassen des Fahrzeugs im Gelände ist nicht gestattet, Fenster müssen stets geschlossen bleiben, Hunde oder Katzen dürfen nicht mitgenommen werden. Es besteht auch die Möglichkeit, mit einem von Rangern gefahrenen Safari-Tour-Bus das Gelände zu erkunden. Ein weiterer Bereich kann außerdem zu Fuß begangen werden.

### Vergnügungspark
Neben dem Safari-Gelände befindet sich ein ausgedehnter Vergnügungspark, in dem es mehrere Fahrgeschäfte gibt. Eine Schmalspur-Eisenbahn führt durch das Gelände. Von einem 30 Meter hohen Aussichtsturm wird den Besuchern ein Panoramablick über die Anlagen geboten. Zu den attraktivsten Fahrgeschäften zählen eine Rapid River- und eine Raftinganlage, eine Wildwasserbahn,  Frisbee-Schaukeln, ein Disk’O, eine Geisterbahn, Junior Coaster, Wilde Maus und weitere Achterbahnen sowie diverse Karusselle.
Das gesamte Gelände ist sehr familienfreundlich gestaltet und enthält zahlreiche Souvenir- und Süßwarenläden, Picknick- und Barbecue-Zonen, Schnellrestaurants, Pizzerien, Bars und Cafés. Räume zum Schminken für Kinder sind ebenso vorhanden, wie ein Festzelt, Baumpavillons und ein kleines Amphitheater. Zuweilen treten dort Entertainer oder Musikgruppen auf.
Im südlichen Bereich des Vergnügungsparks befindet sich eine Ausstellung von Skulpturen, die Dinosaurier aus verschiedenen Zeitabschnitten meist in natürlicher Größe nachgebildet zeigen.

## Forschungs- und Arterhaltungsprogramme
Die Tierhaltung im West Midland Safari Park dient auch dazu, Forschungsergebnisse zu erzielen, die zur Erhaltung der Arten beitragen. Im Besonderen werden das Verhalten der Tiere, ihre Physiologie und ihr Fortpflanzungsverhalten dokumentiert. Dieses Wissen kann dazu verwendet werden, um die Erhaltung der Arten zu unterstützen. Ein spezielles Team des Parks erstellt jährlich eine Liste von Prioritätsprojekten. In Zusammenarbeit mit externen Forschern, anderen zoologischen Parks sowie nationalen und internationalen Naturschutzorganisationen und Universitäten werden dann Artenzüchtungsprogramme erstellt.

## Galerie
Die nachfolgende Bildauswahl zeigt einige Tiere aus dem Bestand des West Midland Safari Parks:

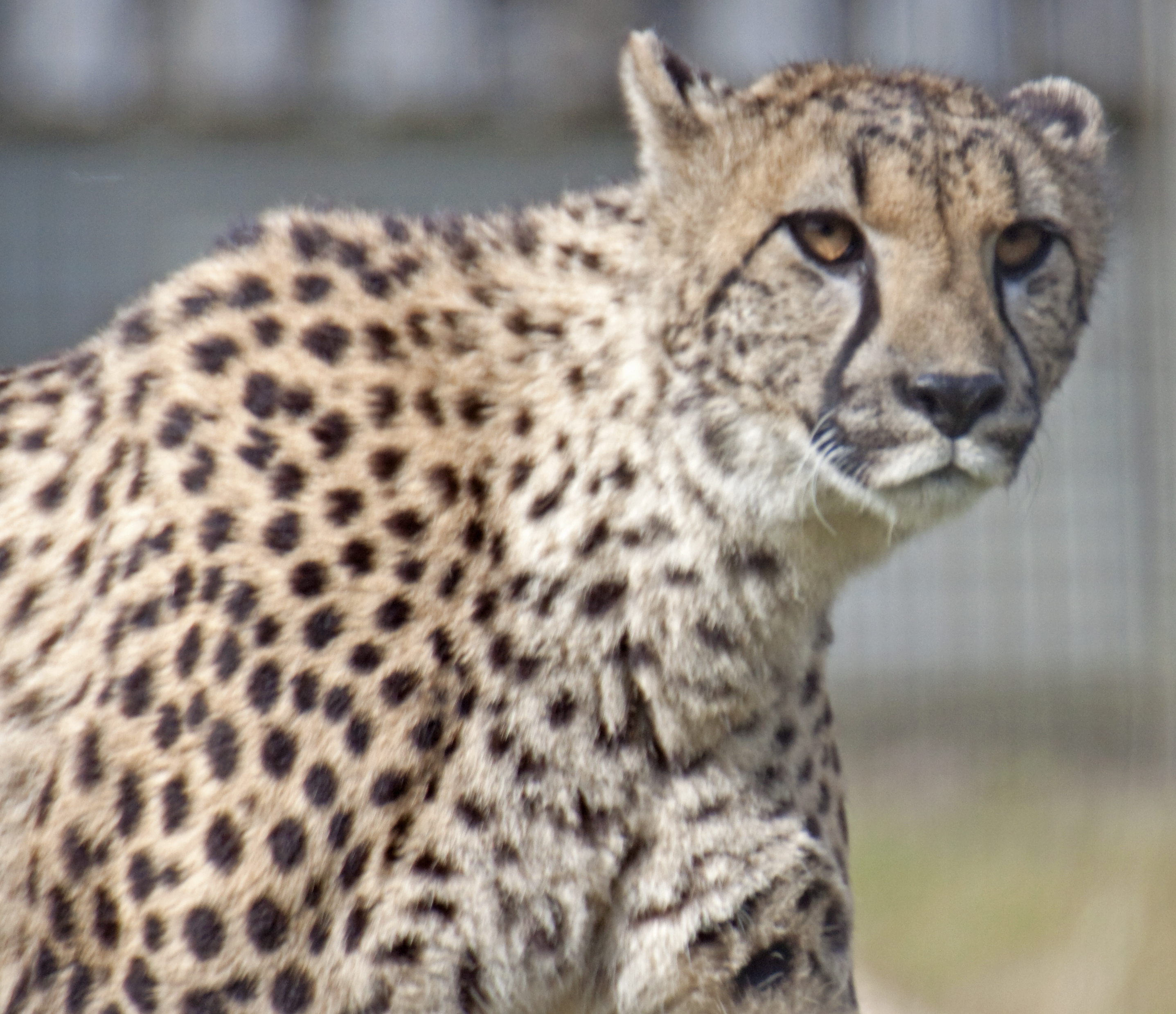
Gepard
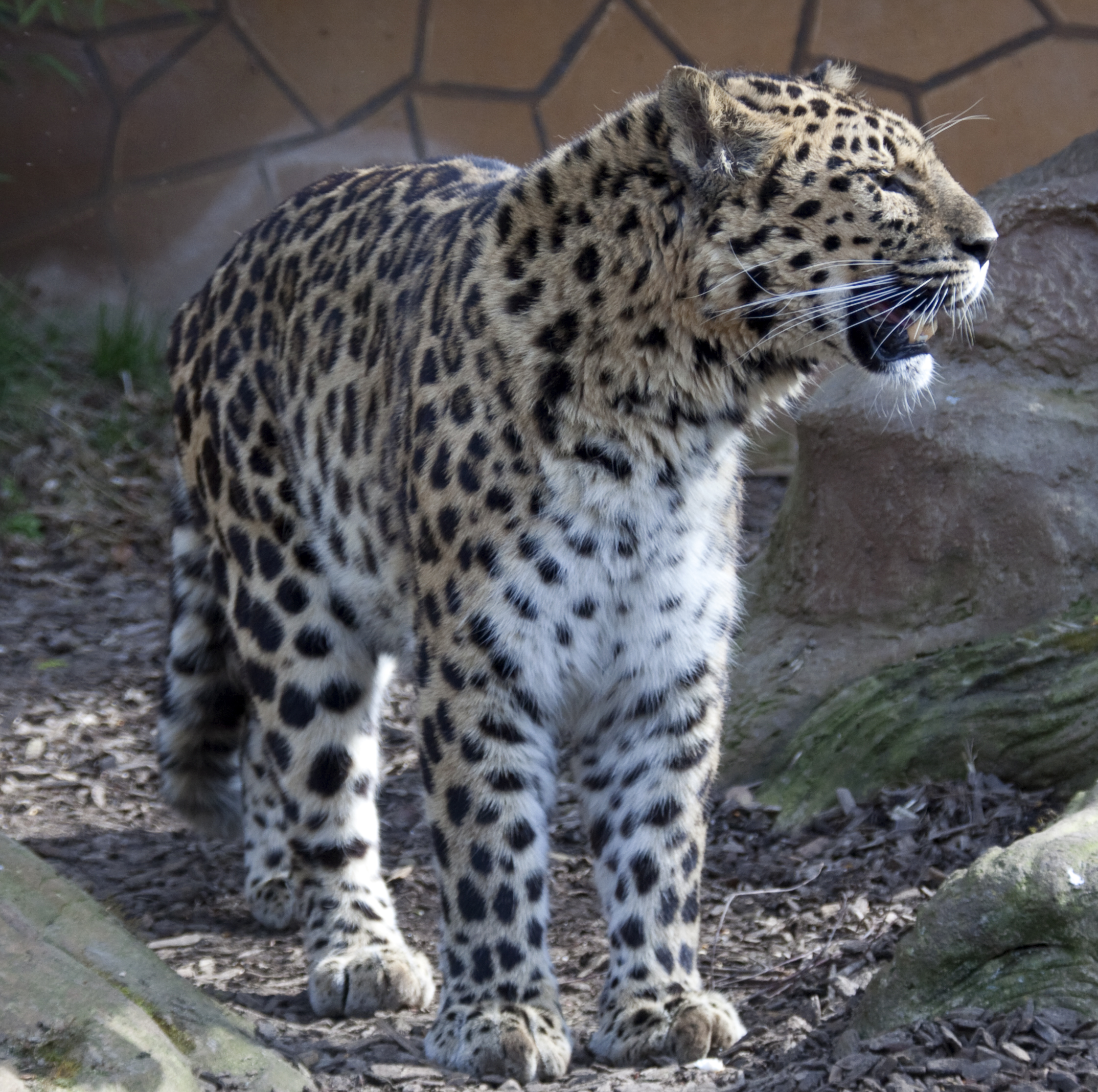
Leopard
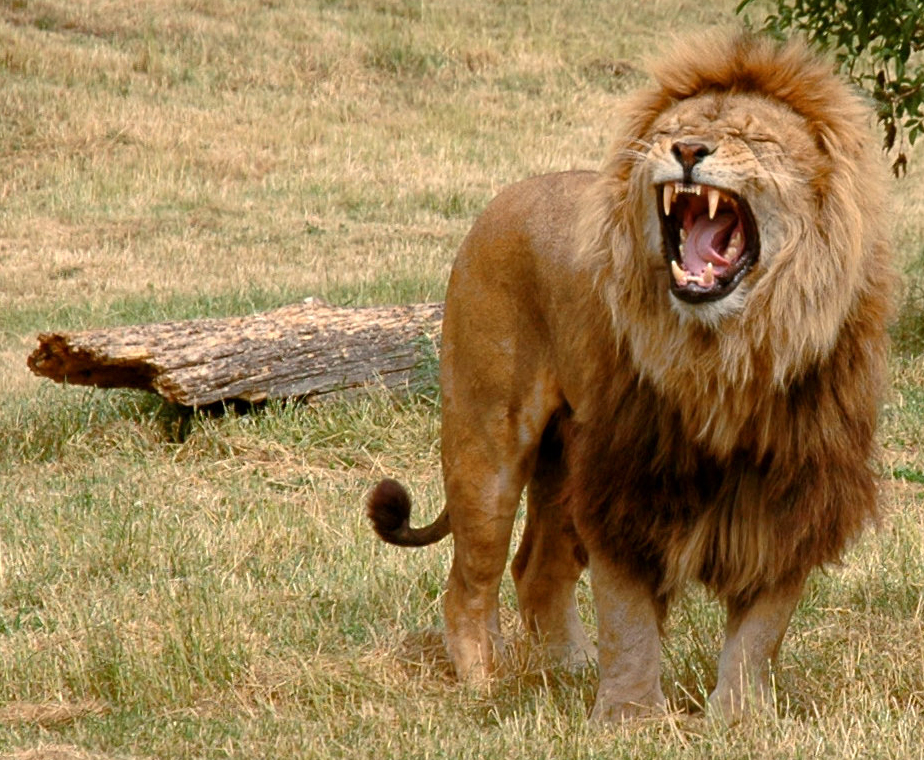
Löwe, Männchen
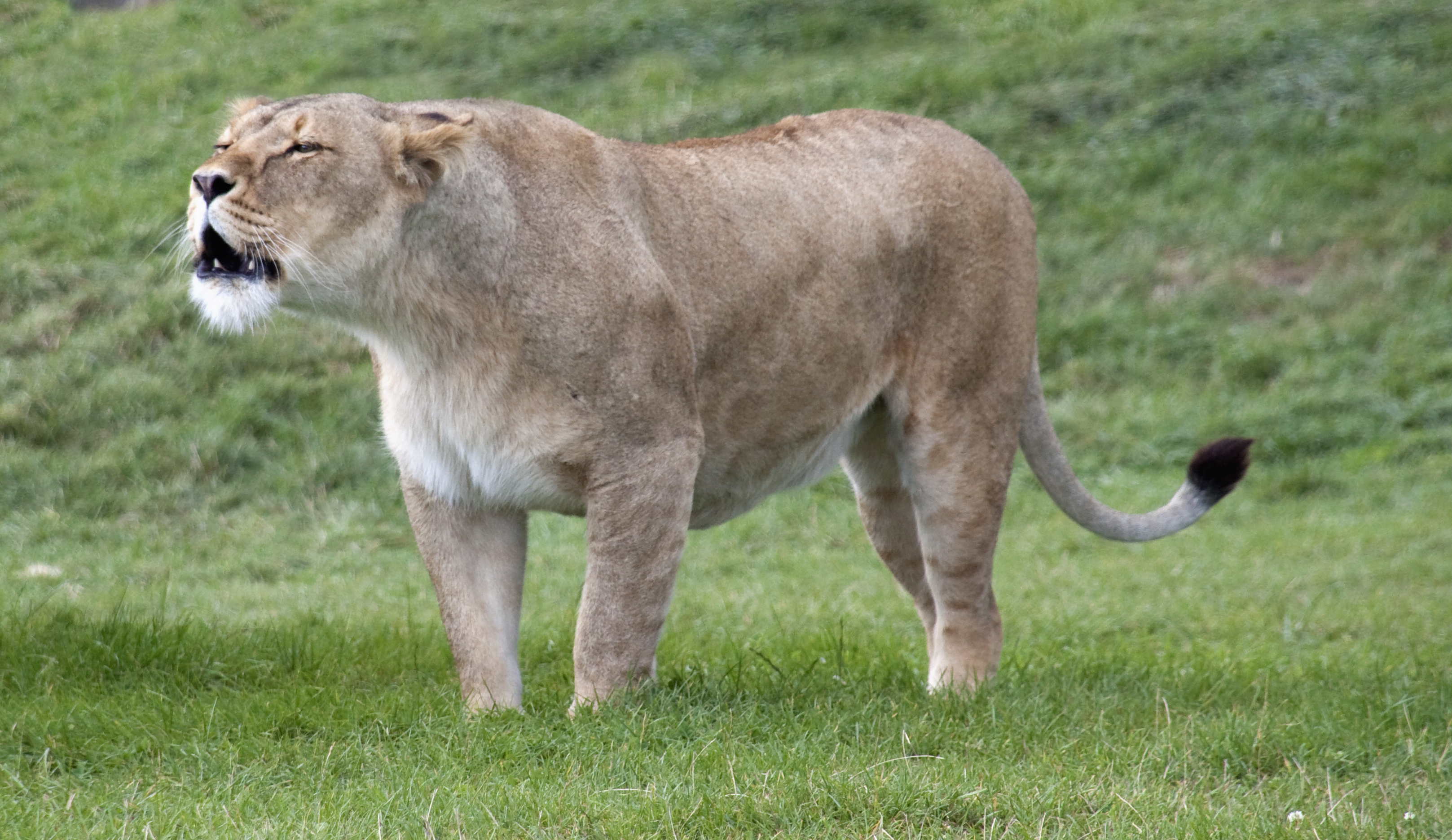
Löwe, Weibchen
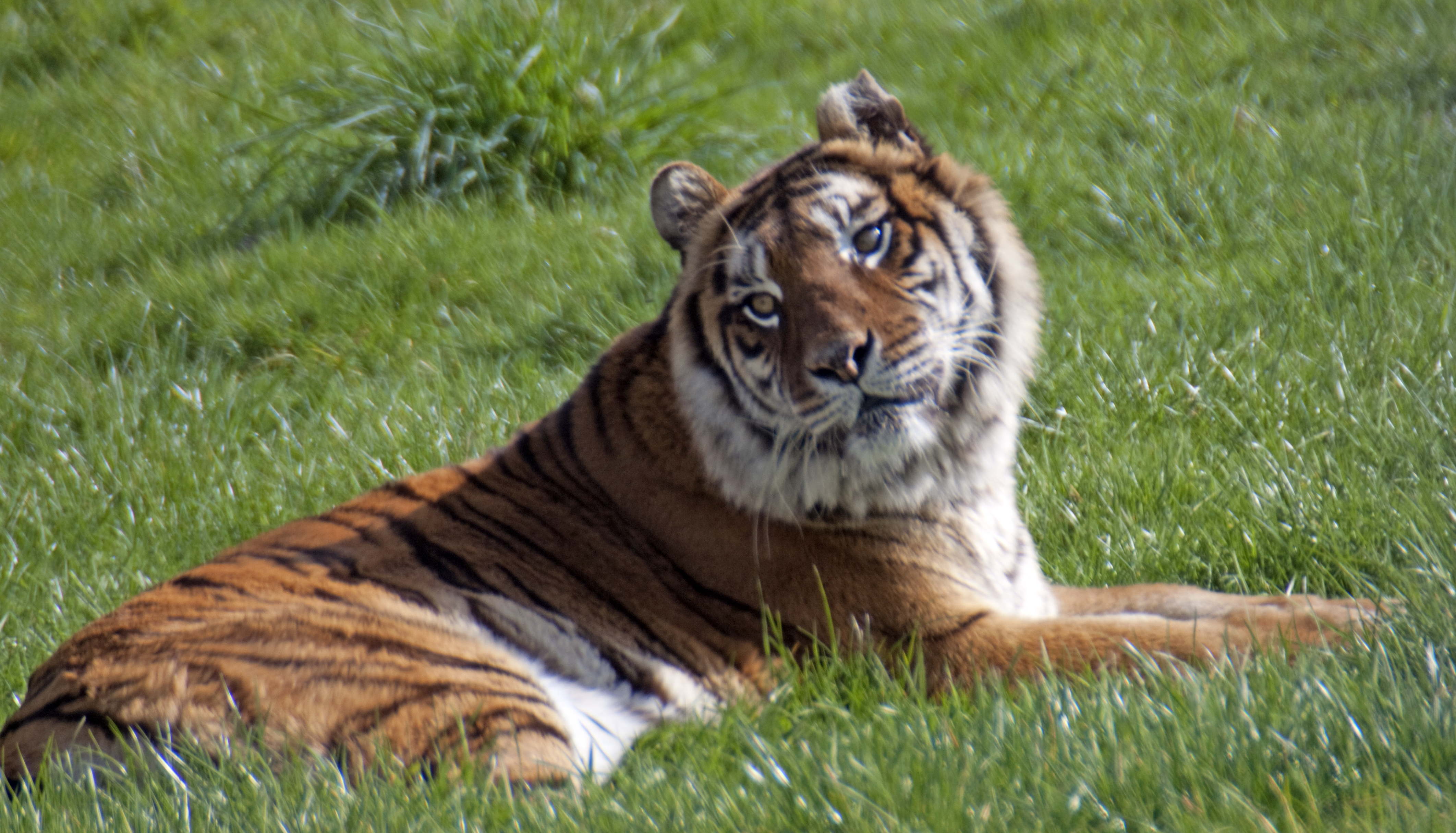
Bengal-Tiger
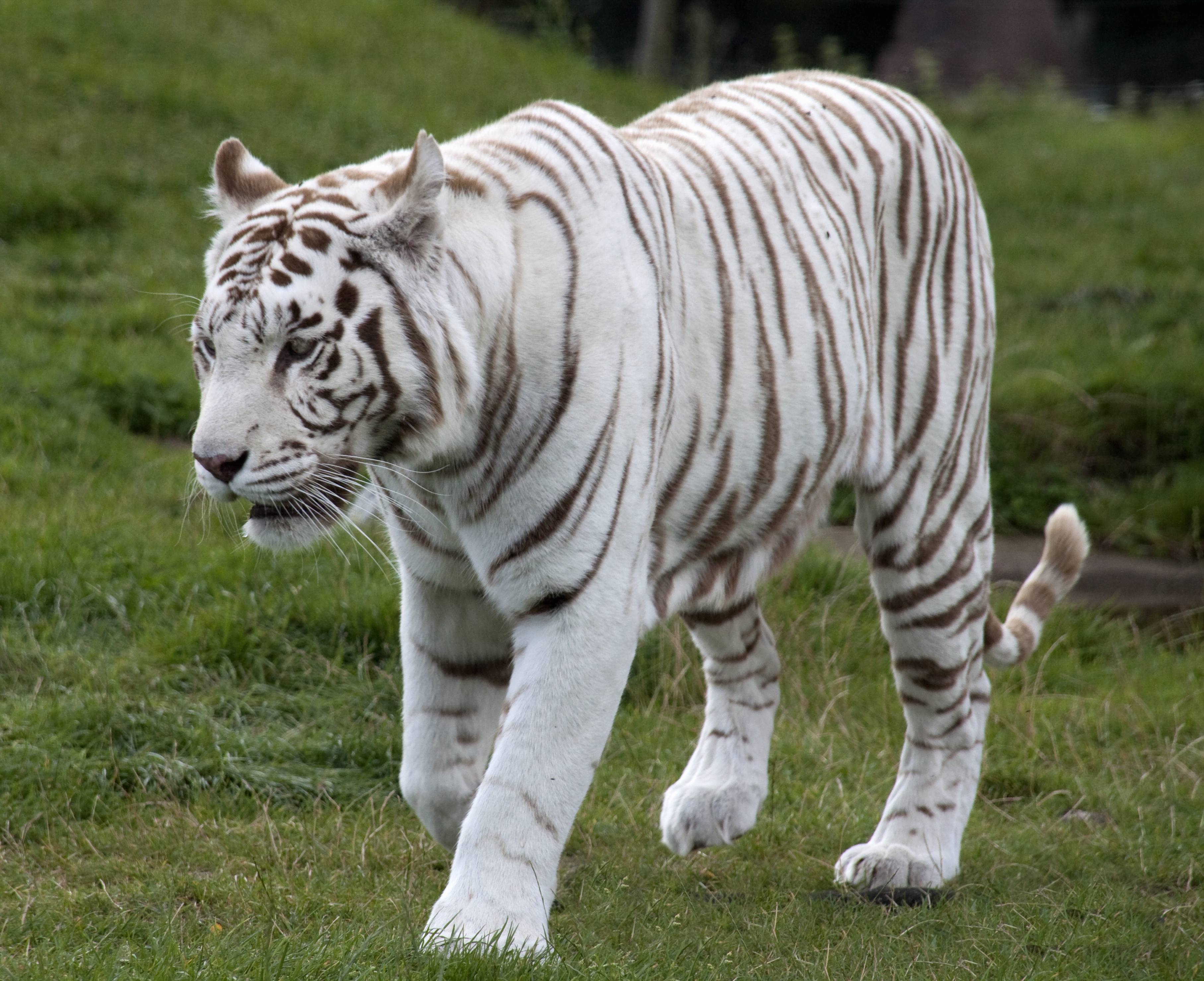
Weißer Königstiger
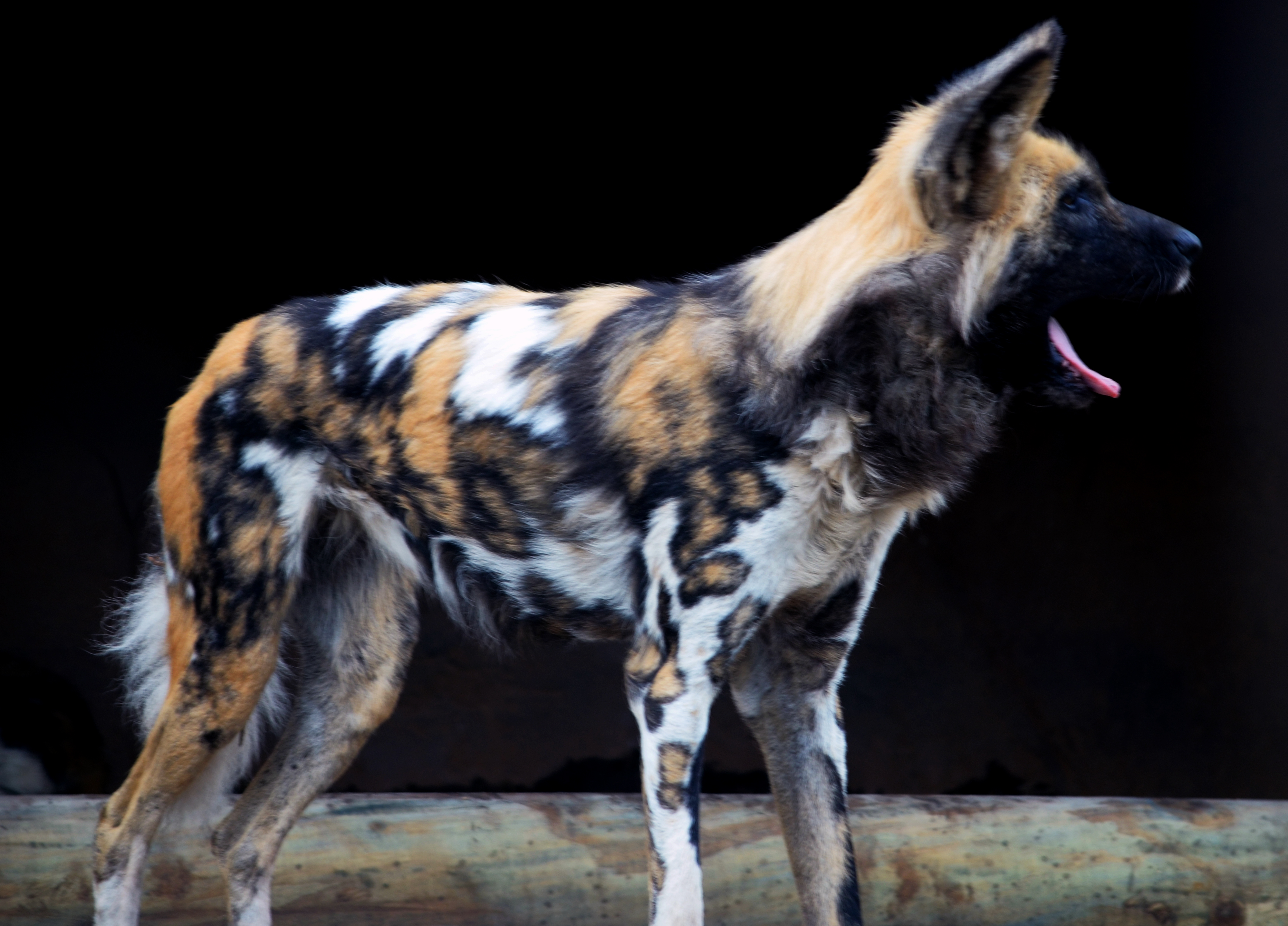
Afrikanischer Wildhund
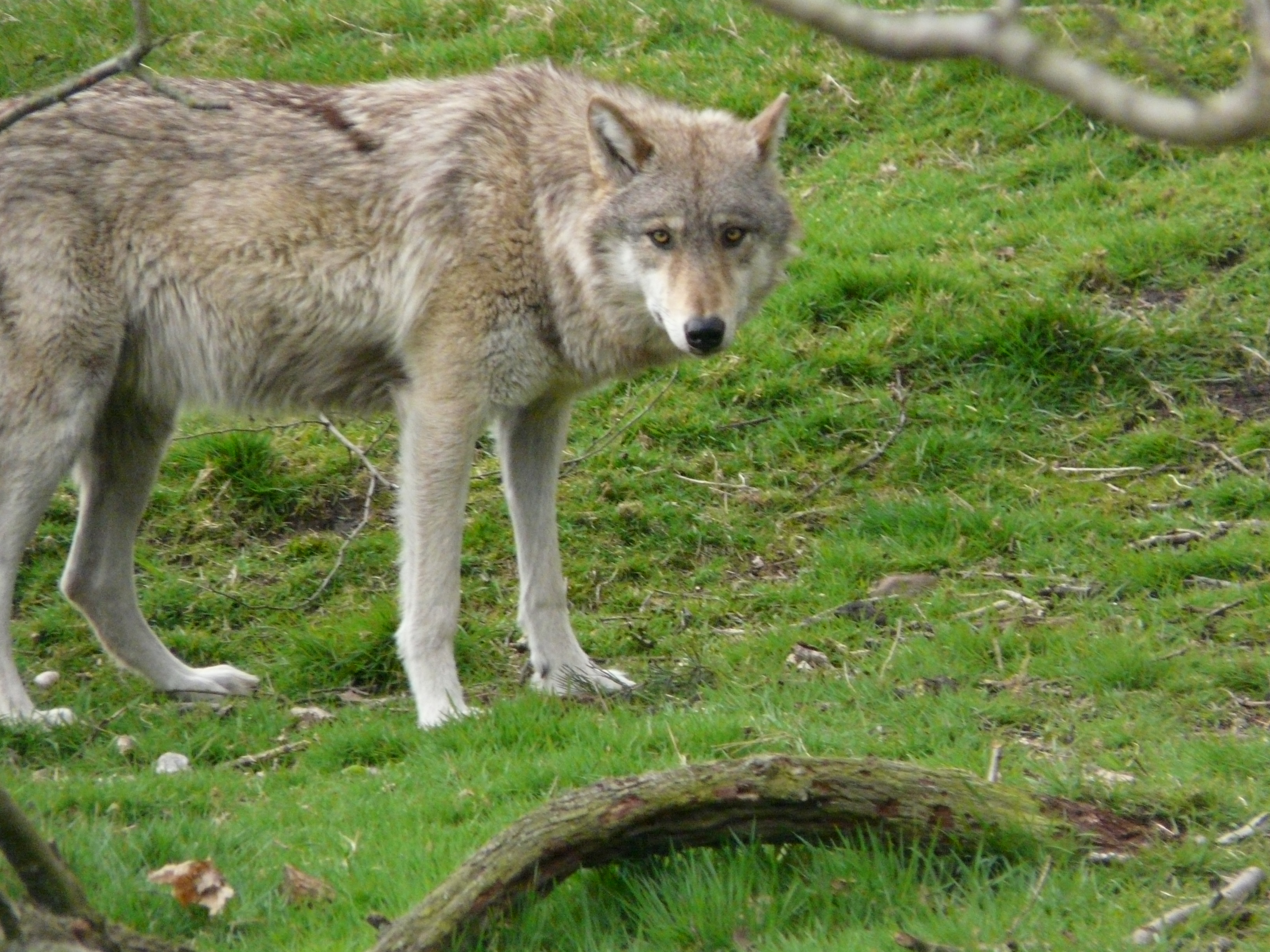
Wolf
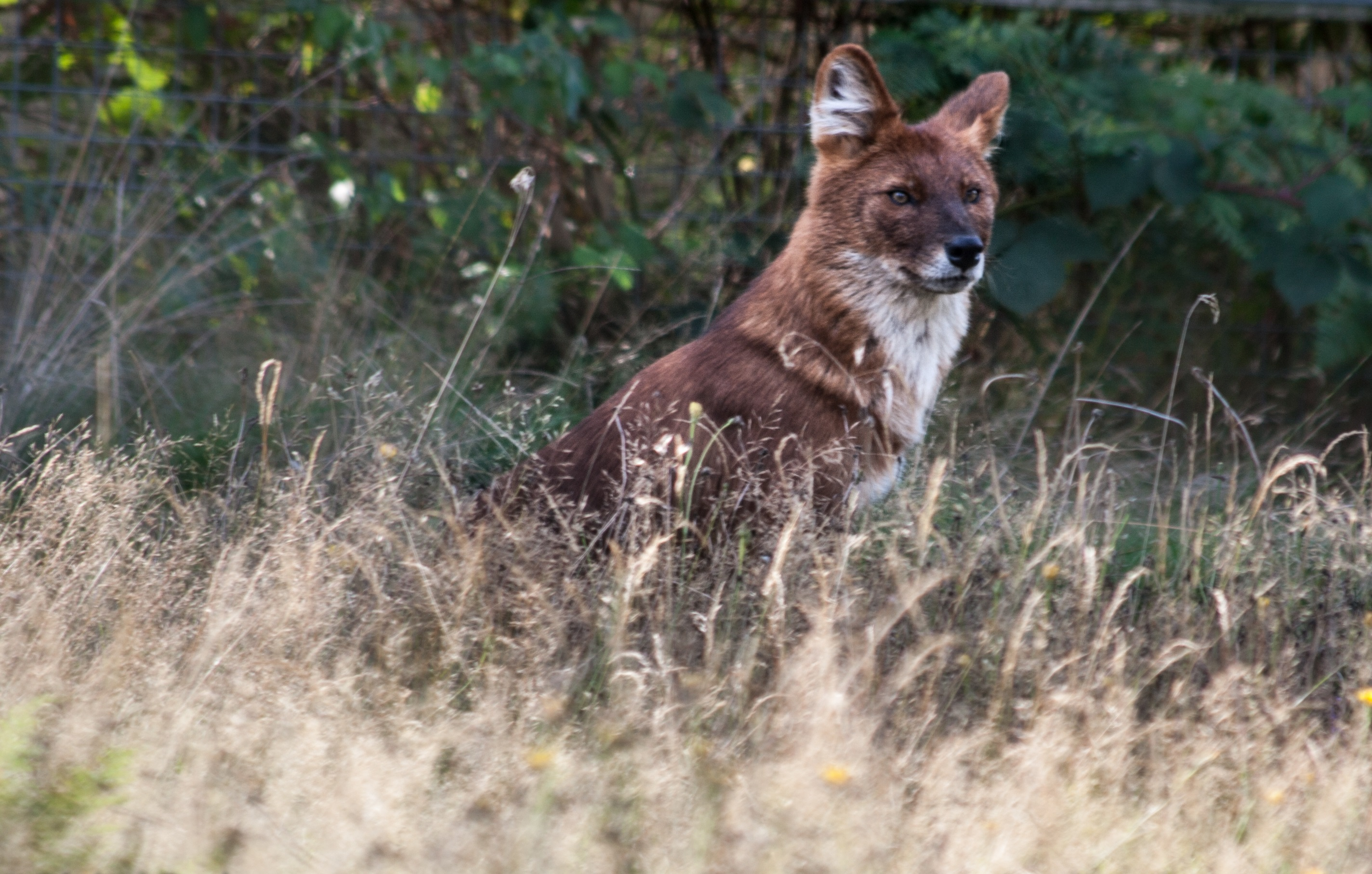
Rothund
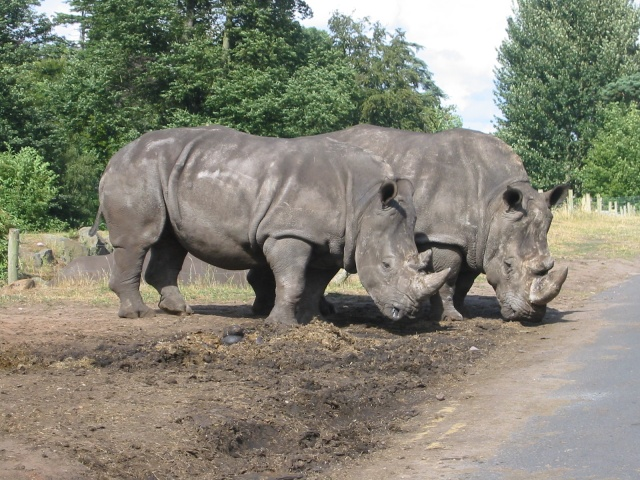
Breitmaulnashörner
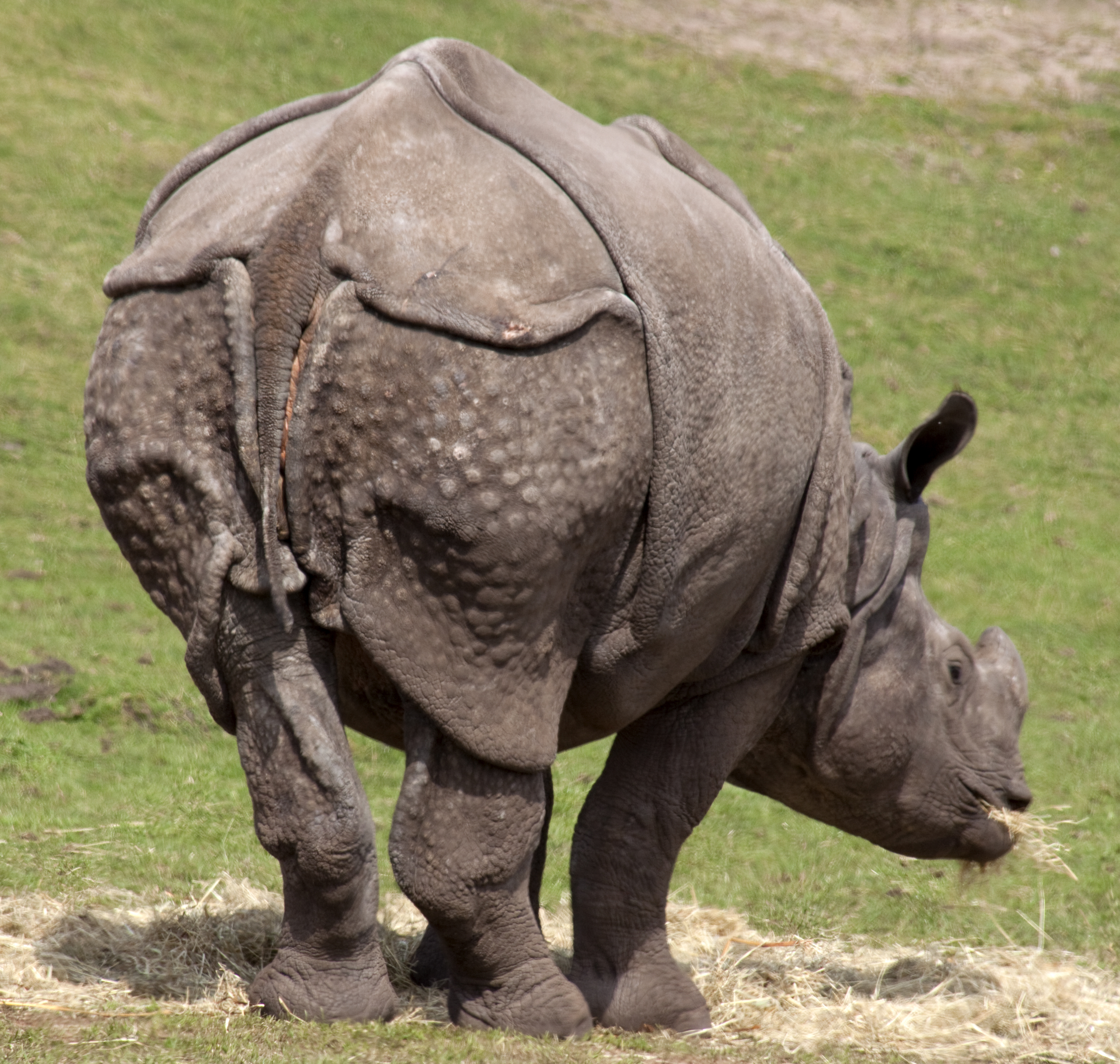
Panzernashorn